# SN 2004ej
SN 2004ej – supernowa typu II odkryta 10 września 2004 roku w galaktyce NGC 3095. W momencie odkrycia miała maksymalną jasność 16,10m.